# Храпов, Николай Константинович
Николай Константинович Храпов (19 марта 1912 — 22 мая 1985) — Герой Советского Союза. Командир пулемётной роты 1-го стрелкового полка (99-я стрелковая дивизия, 46-я армия, 2-й Украинский фронт), лейтенант.

## Биография
Родился 19 марта 1912 года в селе Промысловка ныне Лиманского района Астраханской области.
В РККА в 1934—1937 годах. Участник Великой Отечественной войны с августа 1941 года.
5 декабря 1944 года Храпов со своей ротой форсировал Дунай в районе населённого пункта Мариахаза (севернее города Эрчи, Венгрия). За мужество и отвагу, проявленные в боях при форсировании реки Дунай, ему Указом Президиума Верховного Совета СССР от 24 марта 1945 года присвоено звание Героя Советского Союза.
За отличие при форсировании Дуная Указом от 24.03.1945 года Золотой Звездой Героя Советского Союза наградили ещё 14 воинов  из 2-го стрелкового батальона 1-го стрелкового полка старшего лейтенанта Забобонова Ивана Семеновича, в том числе: старшего лейтенанта Милова Павла Алексеевича, старшего лейтенанта Чубарова Алексея Кузьмича, лейтенанта Храпова Николая Константиновича, лейтенанта Колычева Олега Федосеевича, младшего лейтенанта Кутуева Рауфа Ибрагимовича, старшего сержанта Шарпило Петра Демьяновича, сержанта Ткаченко Ивана Васильевича, сержанта Полякова Николая Федотовича, рядового Зигуненко Ильи Ефимовича, рядового Остапенко Ивана Григорьевича, рядового Мележика Василия Афанасьевича, рядового Зубовича Константина Михайловича, рядового Трошкова Александра Даниловича...
Награждён орденами Ленина, Отечественной войны I степени, медалями.
Умер 22 мая 1985 года.